# 아사모아 잔
아사모아 잔(영어: Asamoah Gyan [æsæˈmoʊˌɑː ˌdʒjɑːn], 1985년 11월 22일 ~ )은 가나의 은퇴한 축구 선수로, 스트라이커로 활약했다. 잔은 가나 축구 국가대표팀 선수 중 역대 국제 A매치 최다 득점 기록을 보유하고 있다.

## 경력
- 2004년 하계 올림픽 축구 국가대표
- 2006년 FIFA 월드컵 국가대표
- 2008년 아프리카 네이션스컵 국가대표
- 2010년 아프리카 네이션스컵 국가대표
- 2010년 FIFA 월드컵 국가대표
- 2012년 아프리카 네이션스컵 국가대표
- 2013년 아프리카 네이션스컵 국가대표
- 2014년 FIFA 월드컵 국가대표
- 2015년 아프리카 네이션스컵 국가대표
- 2017년 아프리카 네이션스컵 국가대표
- 2019년 아프리카 네이션스컵 국가대표

## 수상

#### 스타드 렌
- 쿠프 드 프랑스 : 준우승 (2008-09)

#### 알아인
- UAE 아라비안 걸프 리그 : 2011–12, 2012–13, 2014–15
- UAE 프레지던트 컵 : 2013–14
- UAE 슈퍼 컵 : 2012

#### 가나[1]
- 아프리카 네이션스컵 : 준우승 (2010, 2015), 3위 (2008)

### 개인[2]
- CAF 올해의 선수 2위 : 2010
- CAF 올해의 팀 : 2010, 2013, 2014
- BBC 아프리카 올해의 선수상 : 2010
- UAE 아라비안 걸프 리그 득점왕 : 2011-12, 2012-13, 2013-14
- UAE 프레지던트 컵 득점왕 : 2013–14, 2014–15
- AFC 챔피언스리그 득점왕 : 2014
- AFC 챔피언스리그 드림팀 : 2014
- AFC 올해의 외국인 선수 : 2014
- 아프리카 네이션스컵 베스트 XI : 2010, 2013
- 2010년 FIFA 월드컵 맨 오브 더 매치 : vs. 세르비아, vs. 호주 (이상 조별리그)
- 가나 올해의 선수 : 2010, 2014
- 가나 2010년대 최고의 선수 선정

#### 개인
- 아프리카 월드컵 최다 득점자 - 6골
- 가나 대표팀 최다 출전자 - 109경기
- 가나 대표팀 최다 득점자 - 51골
- 가나 대표팀 월드컵 최다 득점자 - 6골
- 가나 대표팀 네이션스컵 최다 출전 - 7회
- 가나 대표팀 최연소 득점자 - 17세 362일
- 알 아인 단일시즌 최다 득점자 - 31골
- UAE 리그 최다 득점왕 - 3회
- GCC 골든부트 최다 수상 - 3회

## 같이 보기
- A매치 100경기 이상 출전한 축구 선수 명단